# Madhuca kompongsonensis
Madhuca kompongsonensis är en tvåhjärtbladig växtart som beskrevs av Aubrev. Madhuca kompongsonensis ingår i släktet Madhuca och familjen Sapotaceae.
Artens utbredningsområde är Kambodja. Inga underarter finns listade i Catalogue of Life.